# Розоцветни
Розоцветните (Rosales) е разред двусемеделни растения. В съвременните таксономични системи, базирани на генетични данни, като APG II (2003), разредът включва девет семейства, като класификацията е значително променена, в сравнение с традиционни системи, като тази на Кронкуист (1981). В Rosales са включени всички представители на предишния разред Urticales, а много семейства са прекласифицирани в други разреди.
Много от представителите на разред Розоцветни се използват от хората за храна, билки, дървесина или за украса. Разредът включва дървета, храсти (глог, майски сняг, къпина, малина и други) и тревисти (ягода, омайниче, очиболец). Повечето от дърветата са листопадни (слива, череша, дюля, праскова, мушмула), но има и вечнозелени (лавровишня). Цветовете са ароматни, съдържат нектар и се опрашват от насекоми.

## Семейства
Разред Розоцветни (Rosales)
- Barbeyaceae
- Конопови (Cannabaceae)
- Dirachmaceae
- Elaeagnaceae
- Черничеви (Moraceae)
- Зърникови (Rhamnaceae)
- Розови (Rosaceae)
- Брястови (Ulmaceae)
- Копривови (Urticaceae)